# Cliffortia
Cliffortia är ett släkte av rosväxter. Cliffortia ingår i familjen rosväxter.

## Bildgalleri

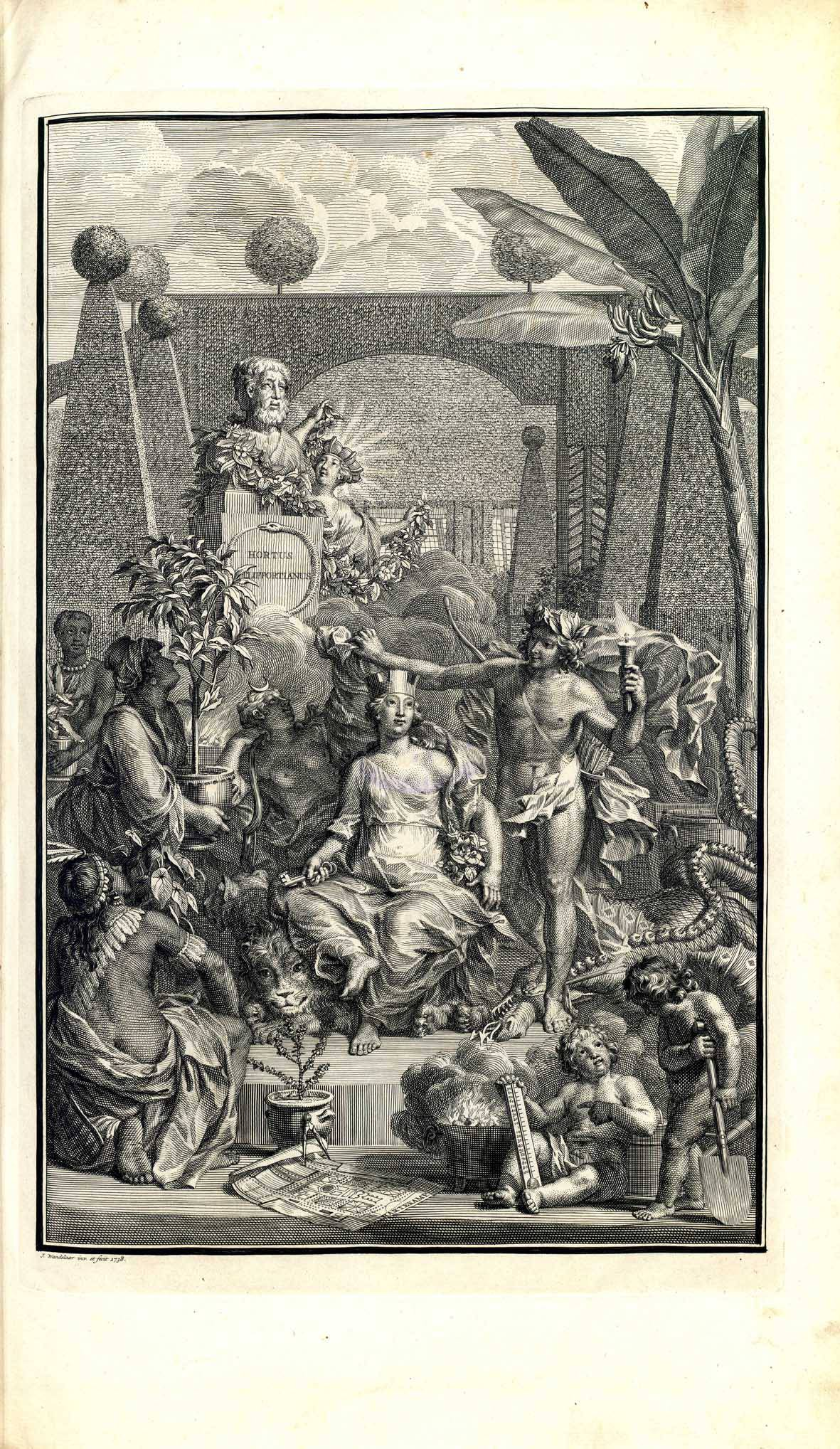

## Dottertaxa tillCliffortia, i alfabetisk ordning[1]
- Cliffortia acanthophylla
- Cliffortia acockii
- Cliffortia aculeata
- Cliffortia acutifolia
- Cliffortia aequatorialis
- Cliffortia alata
- Cliffortia amplexistipula
- Cliffortia anthospermoides
- Cliffortia apiculata
- Cliffortia arborea
- Cliffortia arcuata
- Cliffortia atrata
- Cliffortia baccans
- Cliffortia bolusii
- Cliffortia brevifolia
- Cliffortia browniana
- Cliffortia burchellii
- Cliffortia burgersii
- Cliffortia carinata
- Cliffortia castanea
- Cliffortia ceresana
- Cliffortia cervicornu
- Cliffortia complanata
- Cliffortia concinna
- Cliffortia conifera
- Cliffortia crassinervis
- Cliffortia crenata
- Cliffortia crenulata
- Cliffortia cristata
- Cliffortia cruciata
- Cliffortia cuneata
- Cliffortia curvifolia
- Cliffortia cymbifolia
- Cliffortia densa
- Cliffortia dentata
- Cliffortia denticulata
- Cliffortia dichotoma
- Cliffortia discolor
- Cliffortia dispar
- Cliffortia dodecandra
- Cliffortia dracomontana
- Cliffortia dregeana
- Cliffortia drepanoides
- Cliffortia erectisepala
- Cliffortia ericifolia
- Cliffortia eriocephalina
- Cliffortia esterhuyseniae
- Cliffortia exilifolia
- Cliffortia falcata
- Cliffortia fasciculata
- Cliffortia ferricola
- Cliffortia ferruginea
- Cliffortia filicaulis
- Cliffortia filicauloides
- Cliffortia filifolia
- Cliffortia geniculata
- Cliffortia glauca
- Cliffortia gracillima
- Cliffortia graminea
- Cliffortia grandifolia
- Cliffortia hantamensis
- Cliffortia hermaphroditica
- Cliffortia heterophylla
- Cliffortia hexandra
- Cliffortia hirsuta
- Cliffortia hirta
- Cliffortia ilicifolia
- Cliffortia incana
- Cliffortia integerrima
- Cliffortia intermedia
- Cliffortia juniperina
- Cliffortia lanata
- Cliffortia lanceolata
- Cliffortia lepida
- Cliffortia linearifolia
- Cliffortia longifolia
- Cliffortia marginata
- Cliffortia micrantha
- Cliffortia mirabilis
- Cliffortia monophylla
- Cliffortia montana
- Cliffortia multiformis
- Cliffortia neglecta
- Cliffortia nitidula
- Cliffortia nivenioides
- Cliffortia obcordata
- Cliffortia obliqua
- Cliffortia obovata
- Cliffortia odorata
- Cliffortia oligodonta
- Cliffortia ovalis
- Cliffortia paucistaminea
- Cliffortia pedunculata
- Cliffortia perpendicularis
- Cliffortia phillipsii
- Cliffortia phyllanthoides
- Cliffortia pilifera
- Cliffortia polita
- Cliffortia polygonifolia
- Cliffortia prionota
- Cliffortia propinqua
- Cliffortia pterocarpa
- Cliffortia pulchella
- Cliffortia pungens
- Cliffortia ramosissima
- Cliffortia recurvata
- Cliffortia reniformis
- Cliffortia repens
- Cliffortia reticulata
- Cliffortia rigida
- Cliffortia robusta
- Cliffortia ruscifolia
- Cliffortia scandens
- Cliffortia schlechteri
- Cliffortia semiteres
- Cliffortia sericea
- Cliffortia serpyllifolia
- Cliffortia setifolia
- Cliffortia sparsa
- Cliffortia spathulata
- Cliffortia stricta
- Cliffortia strigosa
- Cliffortia strobilifera
- Cliffortia subdura
- Cliffortia subsetacea
- Cliffortia tenuis
- Cliffortia teretifolia
- Cliffortia theodori-friesii
- Cliffortia tricuspidata
- Cliffortia triloba
- Cliffortia tuberculata
- Cliffortia uncinata
- Cliffortia varians
- Cliffortia weimarckii
- Cliffortia verrucosa
- Cliffortia virgata
- Cliffortia viridis